# Energia de saída

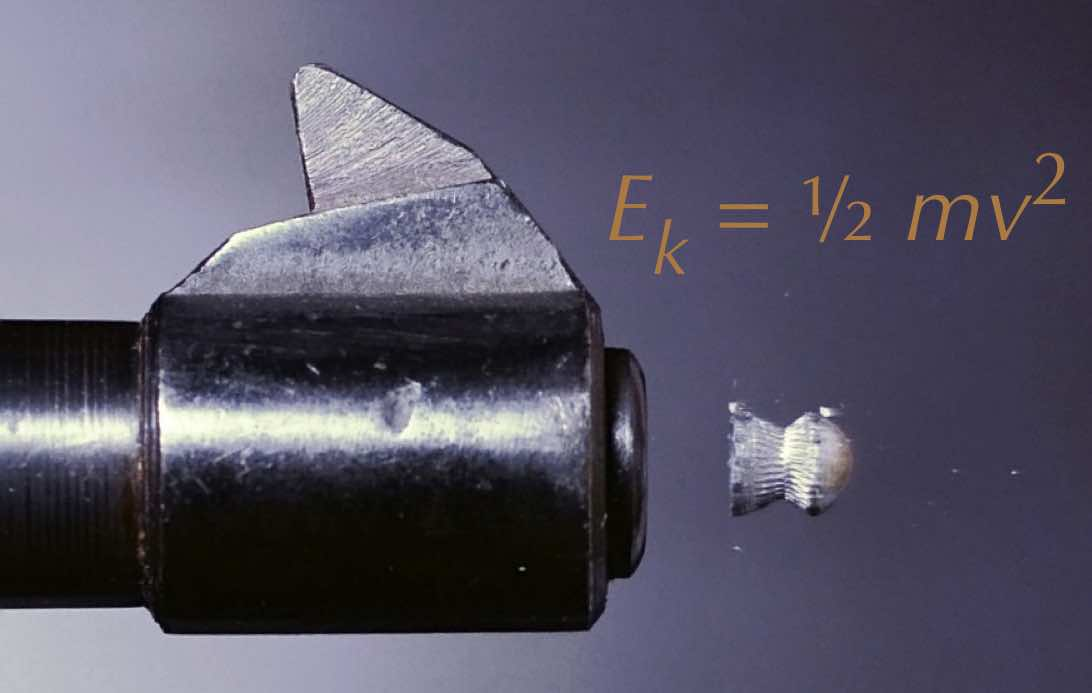
A fórmula da energia de saída.

A energia de saída é a energia cinética de uma bala quando ela é expelida do cano de uma arma de fogo. Sem levar em consideração fatores como aerodinâmica e gravidade para fins de comparação, a energia da boca é usada como uma indicação aproximada do potencial destrutivo de uma determinada arma de fogo ou cartucho. Quanto mais pesada a bala e especialmente quanto mais rápido ela se move, maior será a energia de saída e mais danos ela causará.

## Fórmula
A fórmula geral para energia cinética é:
{\displaystyle E_{\mathrm {k} }={\frac {1}{2}}mv^{2}}
onde
v é a velocidade da bala
m é a massa da bala.
Embora tanto a massa quanto a velocidade contribuam para a energia de saída, ela é proporcional à massa enquanto proporcional ao quadrado da velocidade. A velocidade da bala é a variável mais importante da energia de saída. Para uma velocidade constante, se a massa for duplicada, a energia será duplicada; entretanto, para uma massa constante, se a velocidade for dobrada, a energia de saída aumenta quatro vezes. No sistema SI, o "Ek" acima será em joule unitário se a massa, "m", estiver em quilograma, e a velocidade, "v", estiver em metros por segundo.

## Utilização
A energia de saída depende dos fatores listados anteriormente, e a velocidade é altamente variável dependendo do comprimento do cano do qual o projétil é disparado.
Na Alemanha, armas de airsoft com energia de saída inferior a 0,5 J estão isentos da lei de armas, enquanto aquelas com energia de saída inferior a 7,5 J podem ser adquiridas sem uma licença de arma de fogo.